# Возвращение однорукого меченосца
«Возвращение однорукого меченосца» (кит. 獨臂刀王, англ. Return of the One-Armed Swordsman) — гонконгский фильм режиссёра Чжан Чэ, вышедший в 1969 году. Сиквел фильма Однорукий меченосец (1967).

## Сюжет
Ведущему спокойную жизнь на ферме, однорукому Фан Гану предлагают принять участие в турнире по боевым искусствам два фехтовальщика. Пообещав жене Сяю Мань не возвращаться в мир боевых искусств, Фан Ган отклоняет предложение. Но вскоре становится ясно, что это предложение — ультиматум. Действительно, организаторы турнира, Восемь Королей, терроризируют регион уже два года, вызывают на турнир разные кланы и убивают их лидеров. Тем не менее, Фан Ган не вмешивается до тех пор, пока его жену не похищают.

## В ролях
| Актёр        | Роль                   |
| ------------ | ---------------------- |
| Джимми Ван   | Фан Ган                |
| Лиза Цзяо    | Сяо Мань               |
| Эсси Линь    | Хуа Нянцзы             |
| Тянь Фэн     | Лин Сюй                |
| Чжэн Лэй     | Лу Тун                 |
| Ку Фэн       | Цзяо Фэн               |
| Хэ Бинь      | Лу Лун                 |
| Ти Лун       | Лу Хун                 |
| Ван Гуанъюй  | Лу Чунь                |
| Лю Ган       | Янь Юнь                |
| Цзинь Цзюнь  | глава, убитый Лин Сюем |
| У Ма         | Гуань Шунь             |
| Тан Цзя      | Сун Вэнь               |
| Лю Цзялян    | Юань Цянь              |
| Фон Ю        | Дин Шэн                |
| Лэй Хоу      | Сюй Лун                |
| Фон Е        | Гуань Хэн              |
| Лау Кавин    | Ши Фу                  |
| Юнь Чхёнъянь | Дэн Фэй                |
| Чун Ва       | Лу Да                  |
| Дун Ли       | Дуань Шу               |
| Чэнь Син     | Шань Сюн               |
| Цю Юймин     | Лу Чун / Лэй           |

## Съёмочная группа
- Компания: Shaw Brothers
- Продюсер: Шао Жэньмэй[англ.]
- Режиссёр: Чжан Чэ
- Сценарист: Чжан Чэ
- Ассистент режиссёра: У Ма[кит.], Ян Цзинчэнь
- Постановка боевых сцен: Тан Цзя[кит.], Лю Цзялян
- Художник: Чань Кэйёй
- Монтажёр: Цзян Синлун
- Грим: Фан Юань
- Оператор: Гун Мудо
- Композитор: Ван Фулин[кит.]